# Biblioteca Demonstrativa de Brasília

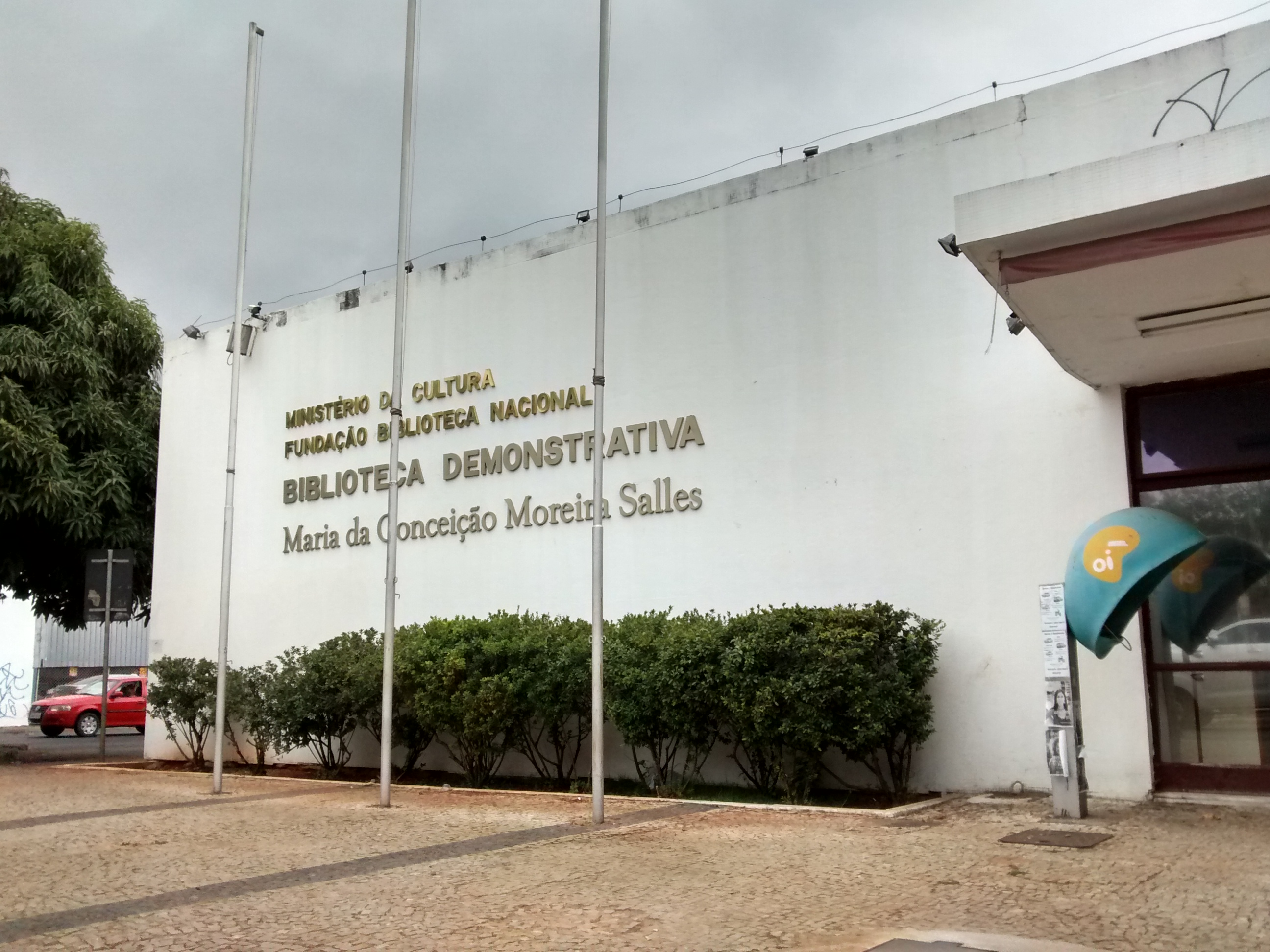
Foto da fachada da Biblioteca Demonstrativa de Brasília

A Biblioteca Demonstrativa de Brasília (BDB), também conhecida como Biblioteca Demonstrativa Maria da Conceição Moreira Salles, é uma biblioteca pública federal brasileira situada em Brasília, no Distrito Federal. É subordinada ao Departamento de Livro, Leitura, Literatura e Bibliotecas, órgão integrante da Secretaria da Cidadania e da Diversidade Cultural do Ministério do Turismo.
Além de efetuar empréstimos de livros, a Biblioteca constitui uma das mais importantes salas de leitura da cidade e um espaço cultural que abriga cursos, exposições visuais e fotográficas, apresentações musicais, registro de obras escritas, gibiteca, ala infantojuvenil, aulas gratuitas de reforço escolar e outras atividades dirigidas à comunidade local.

## Missão
Segundo informações publicadas na página oficial da instituição, a missão da Biblioteca Demonstrativa de Brasília é "atuar como demonstrativa em pesquisa, coleta e tratamento da informação, em disseminação de conhecimento e na oferta de cultura, educação e lazer, promovendo inclusão social e fortalecimento da cidadania".

## História
A BDB originou-se no Serviço Nacional de Bibliotecas (SNB). Antes uma pequena biblioteca situada na galeria do Hotel Nacional de Brasília, foi incorporada, em 1969, ao Instituto Nacional do Livro. Em 20 de novembro de 1970, foi inaugurada sob o título de "Biblioteca Demonstrativa do INL". Desde então, funciona na mesma localidade, em frente à via W3 sul, uma das principais avenidas de Brasília.
Com a extinção do Instituto Nacional do Livro em 1990, o espaço foi denominado "Biblioteca Demonstrativa de Brasília". Foi vinculado, a partir de então, à Fundação Biblioteca Nacional, pessoa jurídica ligada ao Ministério da Cultura, sediada no Rio de Janeiro.
Em 2012, após o falecimento da bibliotecária Maria da Conceição Moreira Salles, servidora pública que contribuiu substancialmente para o desenvolvimento e a conservação do espaço, a Biblioteca Demonstrativa de Brasília passou a chamar-se "Biblioteca Demonstrativa Maria da Conceição Moreira Salles".
Desde 1º de setembro de 2014, a BDB desvinculou-se administrativamente da Fundação Biblioteca Nacional. Subordina-se, atualmente, ao Departamento de Livro, Leitura, Literatura e Bibliotecas do Ministério da Cultura. Desse modo, constitui agora um órgão da Administração Direta Federal.

## Interdição e condições físicas precárias
Em maio de 2014, a Biblioteca Demonstrativa de Brasília foi interditada pela Defesa Civil do Distrito Federal, em razão das condições físicas precárias que apresentava na ocasião. Um dos principais fatos que ensejaram o fechamento da Biblioteca foi o risco de queda da marquise na entrada principal, mas a instituição já contava, à época, com numerosos problemas em suas instalações.
Segundo relatos veiculados na mídia local, constatados pelos jornalistas e pelos usuários do espaço, a BDB continha falhas elétricas e hidráulicas, incluindo falta de tomadas elétricas; bebedouros frequentemente danificados; estrutura com risco de desabamento; má vedação do teto e forro com risco de desabamento; mobiliário quebrado ou altamente danificado, sem qualquer ergonomia; computadores quebrados ou desatualizados; banheiros quebrados e em mau estado de conservação; além de outras questões menores.
Em 8 de maio de 2014, usuários da BDB criaram um abaixo-assinado em que solicitaram a reforma e a modernização completa da instituição.
Três anos após a interdição, a BDB segue fechada. Em 30 de julho de 2014 e em 22 de abril de 2016, extratos de contratos administrativos foram publicados no Diário Oficial da União, comunicando a dispensa de licitação e a realização de obras emergenciais para reabertura da Biblioteca. A fachada externa do prédio permanece inalterada desde 2014 e não indica, entretanto, que haja ocorrido reforma geral. Aludidos contratos não surtiram os efeitos desejados, pois a BDB não voltou a funcionar.
Em 3 de março de 2017, o Ministério da Cultura publicou, no Diário Oficial da União (nº 43, Seção 3, p. 9), aviso de licitação para o Convite nº 1/2017. O objetivo do processo licitatório é contratar a elaboração de projetos executivos de arquitetura e complementares de engenharia, para a reforma e a modernização da Biblioteca Demonstrativa. Em 19 de abril de 2017, foi publicado no Diário Oficial da União (nº 75, Seção 3, p. 10) o resultado de julgamento do Convite nº 1/2017. A empresa GPM Arquitetura e Construção Ltda. ME (CNPJ 07.623.936/0001-18) venceu a licitação, pelo valor global de R$ 75.300,00, e ficará responsável pelos referidos projetos.

O Ministério da Cultura comunicou que iria reabrir o espaço no segundo semestre de 2016. Porém, a data proposta não foi cumprida pelas autoridades federais. Em janeiro de 2017, forneceu-se a quarta previsão consecutiva de reabertura, informando que o espaço estaria operante até final do ano de 2017. Na primeira quinzena de abril de 2017, foram instalados letreiros na fachada do prédio, com os dizeres "O Ministério da Cultura informa: vem aí a nova Demonstrativa!"; também foi divulgado vídeo institucional no Youtube, que reforçavam a promessa de reabertura no final de 2017. Contudo, ex-funcionário do departamento do MinC ao qual a biblioteca encontra-se subordinada informou que o processo de licitação está paralisado - situação que novamente gera incerteza sobre a data de reinauguração do espaço.